# Orwell (Ohio)
Orwell és una vila dels Estats Units a l'estat d'Ohio. Segons el cens del 2000 tenia 1.519 habitants.

## Demografia
Segons el cens del 2000, Orwell tenia 1.519 habitants, 618 habitatges, i 378 famílies. La densitat de població era de 353,3 habitants/km².
Dels 618 habitatges en un 33,3% hi vivien nens de menys de 18 anys, en un 44,5% hi vivien parelles casades, en un 12,3% dones solteres, i en un 38,8% no eren unitats familiars. En el 34,1% dels habitatges hi vivien persones soles el 13,4% de les quals corresponia a persones de 65 anys o més que vivien soles. El nombre mitjà de persones vivint en cada habitatge era de 2,39 i el nombre mitjà de persones que vivien en cada família era de 3,1.
Per edats la població es repartia de la següent manera: un 26,7% tenia menys de 18 anys, un 11% entre 18 i 24, un 28,5% entre 25 i 44, un 20,1% de 45 a 60 i un 13,7% 65 anys o més.
L'edat mediana era de 33 anys. Per cada 100 dones de 18 o més anys hi havia 82,9 homes.
La renda mediana per habitatge era de 33.214 $ i la renda mediana per família de 41.705 $. Els homes tenien una renda mediana de 31.851 $ mentre que les dones 22.237 $. La renda per capita de la població era de 16.160 $. Aproximadament el 7,2% de les famílies i el 10,9% de la població estaven per davall del llindar de pobresa.

## Poblacions properes
El següent diagrama mostra les poblacions més properes.